# 中華民国臨時政府 (1912年-1913年)
中華民国臨時政府（ちゅうかみんこくりんじせいふ）は、辛亥革命中の1912年（民国元年）1月1日に南京で成立し、1913年（民国2年）10月10日まで存在した中華民国の臨時政府。
1912年1月1日の成立から同年4月2日に臨時参議院で北京への政府移転が決議されるまでの期間は、南京臨時政府とも呼ばれる。政府移転から袁世凱が正式に大総統に就任して北京政府（北洋政府）が発足する1913年10月10日までの期間は、北京臨時政府とも呼ばれる。

## 歴史

### 背景
1911年（宣統3年）10月10日の武昌蜂起の影響を受けて清国内の省が独立を求めて相次いで蜂起し、10月10日の時点で独立した省は14省に達していた。これらの省をまとめるためにも、中央政府の樹立が急務となっていた。 10月中旬から下旬にかけて、各省はそれぞれ地方政権を樹立し、会議の開催地について電報を打ち合った。 10月27日、清政府は革命を鎮圧するため袁世凱を欽差大臣に任命し、11月2日には袁世凱と革命派の間で和平交渉が始まった。11月7日には湖北軍政府都督の黎元洪が独立した各省の軍政府を招集し、中央政府の樹立について意見を求めた。
11月9日、中国同盟会の宋教仁と陳其美は南京を攻略するため江浙連合軍を組織し、革命の重心は武漢から南京に移った。これにより、同盟会は各省の代表会議の中で大きな勢力となった。11月14日、張謇、趙鳳昌ら立憲派は陳其美と代理人の俞寰澄とともに上海の江蘇教育総会で会議を開き、会則、代表者名簿などについて話し合い、立憲派と同盟会の両者の折衷案の合意に至った。同日、江蘇都督の程徳全は、アメリカに滞在中の孫文に対し「事態が一段落ついたため、軍・政府・民政を即急に統合する必要がある。私が中国南東部の各軍政府に電報を打つので、孫中山氏には帰国して臨時政府を樹立して全体の指揮を執って欲しい。あなたは革命の創始者であると、国民も外国人も皆強く信じている。臨時政府を指揮するのはあなた以外にありえない。世論も同意しているだろう」と、帰国と革命への参加を要請した。11月18日、江北総督の蔣雁行は「大総統の座に就くのは孫中山でなければならない」と述べた。11月19日、揚州軍政府敢死軍司令官の辺振新は、「孫逸仙氏に総統として中国に帰国することを公的に要求する」という声明を紙上で発表した。安徽総督の李烈鈞は、「孫中山氏が帰国し、臨時政府を組織するよう電報で要請する」ことを要求した。 広東省政府も、「臨時大総統には孫中山氏を選出することを提案する」と声明を出した。

### 臨時大総統選挙
11月15日に、江蘇都督府代表の雷奮、上海軍政府代表の袁希洛、俞寰澄、朱少屏、福建都督府代表の林長民、潘祖彝は江蘇教育総会で各省代表による会議を行い、会議の名称を「各省都督府代表連合会」に決定した。11月20日、代表会は「湖北軍政府を中央軍政府として承認し、中央政府としての政務を遂行する」という決議を採択した。12月2日、武漢代表会は「臨時政府組織大綱」を制定し、臨時大総統選挙に関する規則を定めた。同日に革命軍は南京を占領し、各省代表団は南京を臨時政府の所在地に定めた。12月4日、同盟会は立憲派の支持を得て、上海に滞在していた代表団の会議を開き、黄興を大元帥に選出した。
12月11日から13日にかけて、武漢と上海の代表団が相次いで南京に到着した。12月14日から会議は始まり、大総統を選出することを12月16日に承認された。12月15日、浙江代表団の陳毅が、袁世凱が共和制国家に賛成していると報告したため、代表団は袁世凱を待つことにした。臨時大総統の選挙を延期することを決定し、上海の代表会が選出した大元帥と副元帥を承認し、「臨時政府大綱」に「臨時大総統が選出されるまで、その権限は一時的に元帥が代行する」という一文を追加した。12月17日に黄興は大元帥を辞職したが、副元帥の黎元洪が一時的に到着できなかったため、黄興が引き続き職務を遂行した。12月25日、孫文が上海に到着し、翌12月26日に上海で開かれた幹部会議で臨時大総統候補に選ばれた。12月29日、各省代表会は南京で臨時大総統を選出することになり、孫文が臨時大総統に選出された。

### 臨時政府の成立
1912年（民国元年）1月1日、孫文は「就任宣言」を発表し、臨時大総統としての宣誓を行い、中華民国臨時政府が成立した。組織は『中華民国臨時政府組織大綱』の規定に基づくもので、国家元首、行政の長、陸海軍の総司令官を大総統とする総統制を採用した。1月3日、各省都督府代表者連合会が開催された。孫文が提出した内閣の閣僚名簿が採択され、「中華民国臨時政府中央各部およびその権限』が公布された。また、黎元洪は臨時副総統に任命された。1月5日には第1回内閣会議が開かれた。1月20日、臨時政府は袁世凱に「清室優待条件」を正式に提示した。1月22日に孫文は、袁世凱が共和制に賛成して宣統帝の退位に貢献すれば、臨時大総統の地位を譲ることを約束する声明を発表した。1月28日、臨時参議院が南京に設置され、臨時政府の最高立法機関となった。1月下旬には約法の起草のため各省都督府代表会議が2度開催され、宋教仁によって「中華民国臨時約法」が起草された。

### 北京政府への移行
2月12日、清朝の隆裕太后は袁世凱に北京で臨時政府を樹立する権限を与えた。同日、宣統帝は退位詔書を公布して清朝は滅亡した。2月14日、孫文は臨時参議院に対して自らの臨時大総統辞任を申し入れた。臨時約法の起草は3月8日に完了し、3月11日に公布された。4月2日、臨時参議院は臨時政府を南京から北京に移し、その権限を各機関に委譲することを決議した。
1913年（民国2年）4月8日、臨時参議院に代わって第1回国会が開かれた。10月6日に大総統選挙、10月7日には副総統選挙が行われた。 10月10日に袁世凱は正式な大総統に就任し、ここに北京政府（北洋政府）が成立した。

## 政府組織
以下は、「中華民国臨時約法」の規定に基づく臨時政府の構成組織の一覧である。

### 臨時参議院
1912年4月に臨時参議院は南京から北京に移転し、「北京臨時参議院」となった。 北京臨時参議院には西蔵（チベット）を除く全国から議員が参加し、「青海を西蒙古に編入する案」と「議員を増やす案」を可決した。 しかし、第1会期は全議員の5分の4未満しか出席しなかった。1913年（民国2年）4月8日に第1回国会が開かれたことに伴い、臨時参議院は閉院した。臨時参議院は、委員長、法制委員会、財政委員会、庶政委員会、請願委員会、懲罰委員会で構成された。閉院までの間に、「中華民国国会組織法」、「参議院議員選挙法」、「衆議院議員選挙法」、「蒙蔵事務局官制」、「中央行政官官等法」、「中央行政官官俸法」、「国務院官制」、「国旗統一案」、「服制」、「印花税法」などが可決、制定された。

### 臨時大総統府

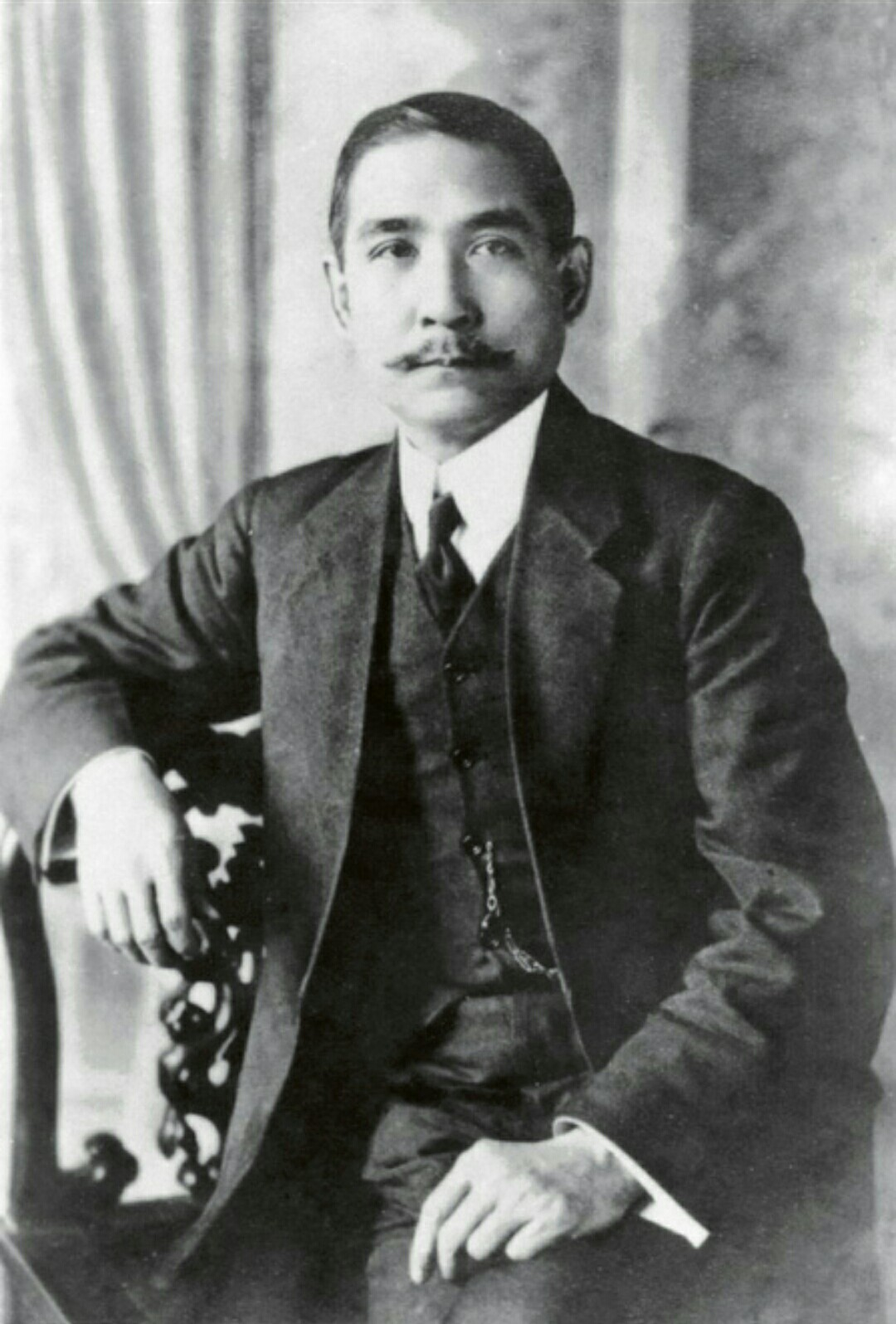
孫文の臨時大総統就任記念写真

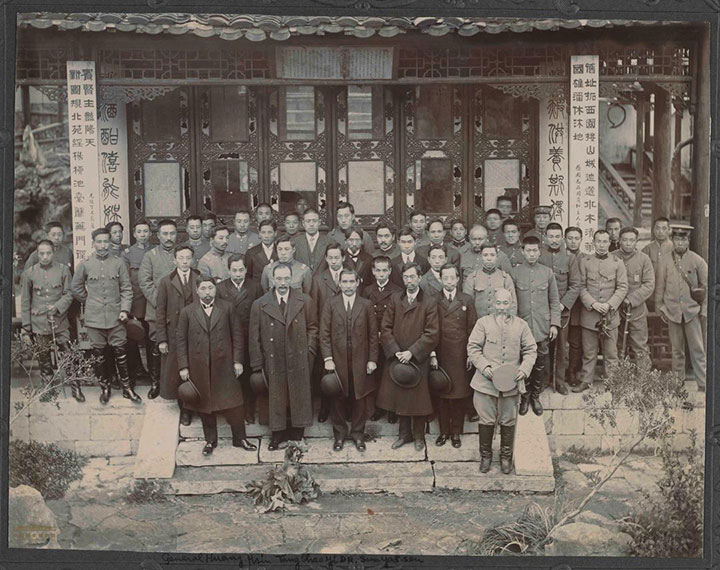
南京で孫文の送別会を行った際の臨時政府の各部総次長、衛成総督、師団長、旅団長の集合写真（1912年3月29日）

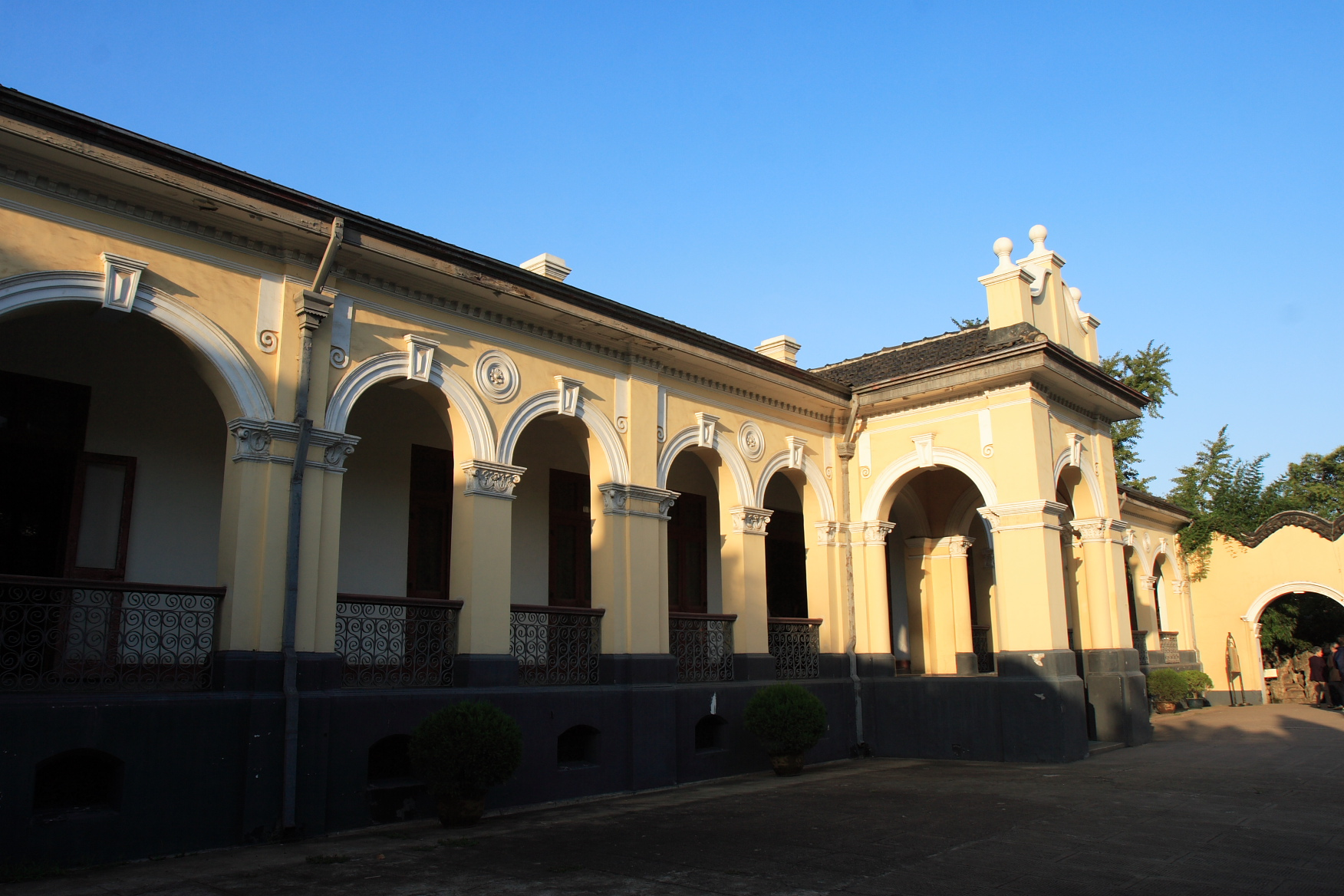
中華民国臨時大総統弁公室、南京市

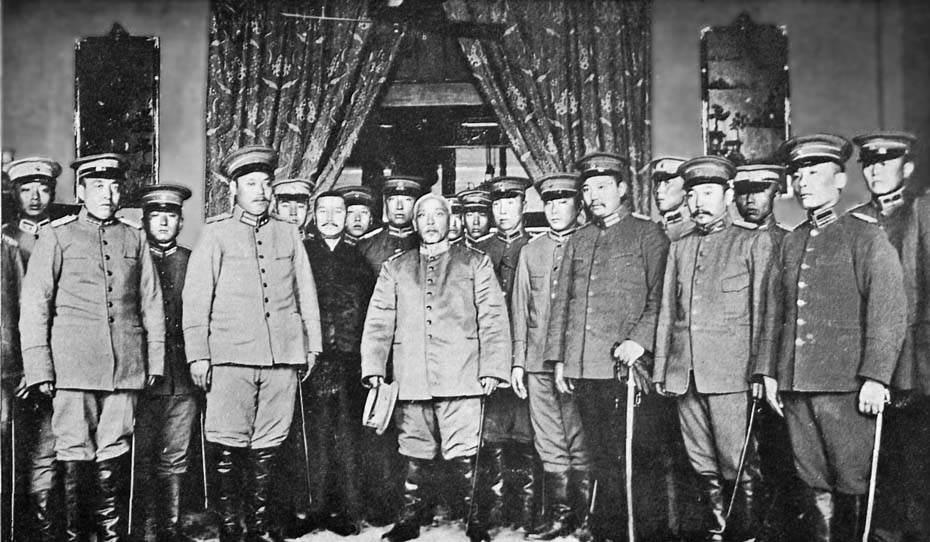
袁世凱は北京の外交部迎賓館にて臨時大総統に就任した（1912年3月10日）

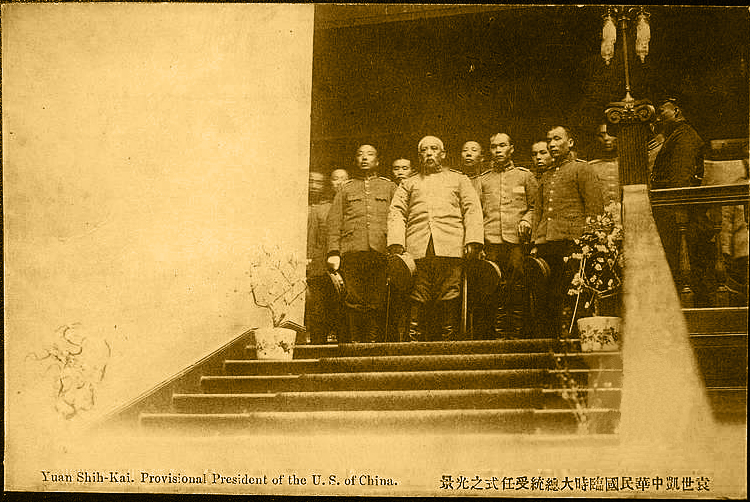
袁世凱の臨時大総統就任式（1912年3月10日）

1912年1月1日に孫文が臨時大総統に就任して中華民国臨時政府が成立した。1月3日には各省都督府代表会が副総統選挙を行い、黎元洪が副総統に選出された。
以下は、中華民国臨時大総統府の主な役員の一覧である。南京に政府があった僅かな期間しか存在しなかったため、役員の任命・免職日は不明である。
- 臨時大総統：孫文（1911年12月29日選出、1912年1月1日就任）
- 臨時副総統：黎元洪（1912年1月3日選出）
- 臨時大総統府秘書処：
  - 秘書長：胡漢民
  - 総務組：李肇甫、熊成章、蕭友梅、呉玉章、任鴻雋
  - 軍事組：李書城、耿伯励、石瑛、張通典
  - 外交組：馬素、張季鸞、鄧家彦
  - 民事組：但燾、彭素民、廖
  - 電務組：譚熙鴻、李駿、劉鞠可、黄芸蘇
  - 官報組：鴻自由、易廷喜
  - 収発组：楊銓
  - 法制局局長：宋教仁
  - 印鋳局局長：黃復生
  - 公報局局長：馮自由、但燾
  - 参軍長：黄士龍
  - 衛成総督：徐紹楨

1912年1月18日、孫文は「五条要約」を以て袁世凱に協力する方針を固めた。2月12日、隆裕太后は清室優待条件を受け入れて宣統帝は退位し、清朝は滅亡した。翌2月13日に袁世凱は臨時政府に電報を打って清朝の滅亡を報告した。各省や革命派の意向により孫文は辞表を提出し、袁世凱への臨時大総統職の譲渡の準備を進めた。2月15日、臨時参議院は袁世凱を臨時大総統に選出し、3月10日に北京で就任式を行った。3月20日には黎元洪を副総統に選出、4月1日に孫文は正式に臨時大総統を辞任した。
1913年10月6日の大総統選挙で第1回国会は袁世凱を中華民国の正式な初代大総統に選出し、10月7日には黎元洪を正式な初代副総統に選出した。
以下は、北京臨時政府の主要人員である。
- 臨時大総統：袁世凱（1912年2月15日選出、3月10日就任）
- 臨時副総統：黎元洪（1912年2月20日選出）
- 事務局：
  - 総統府秘書長：梁士詒（1912年3月10日就任）

### 国務員
「中華民国臨時約法」の第43条は「国務総理及び各部の総長は、国務員と称する」と規定している。また、第44条では「国務員は大総統の職務を補佐する責任がある」とされている。
南京臨時政府内閣の終了後、北京臨時政府時代には唐紹儀内閣（1912年3月13日-6月27日）、陸徴祥内閣（6月29日-9月22日）、趙秉鈞内閣（9月30日-1913年7月19日）、段祺瑞臨時内閣（1913年7月19日-7月31日）、熊希齢内閣（7月31日-1914年2月12日）が相次いで発足した。 歴代内閣の国務総理と各部の総長もすべて国務員とされた。

### 臨時政府内閣
南京臨時政府内閣は1912年1月3日に成立し、4月1日に北京臨時政府の唐紹儀が初代国務総理に就任・組閣したことにより終了した。1月3日、各省都督府代表連合会の代表は、内閣官僚の人員を採択した。閣僚がまだ南京に到着していなかったが、1月21日、孫文は南京で臨時政府の第1回閣議を開いた。
南京臨時政府には首相は存在せず、臨時大総統の孫文が行政の長を兼ねた。
| 部       | 総長   | 次長   | 備考                                                 |
| -------- | ------ | ------ | ---------------------------------------------------- |
| 陸軍部   | 黄興   | 蔣作賓 |                                                      |
| 海軍部   | 黄鍾瑛 | 湯薌銘 |                                                      |
| 内務部   | 程徳全 | 居正   | 2月1日、程徳全が病気のため辞任し、居正が総長に就任。 |
| 外交部   | 王寵恵 | 魏宸組 |                                                      |
| 司法部   | 伍廷芳 | 吕志伊 |                                                      |
| 教育部   | 蔡元培 | 景耀月 |                                                      |
| 財政部   | 陳錦濤 | 王鴻猷 |                                                      |
| 交通部   | 湯寿潜 | 于右任 |                                                      |
| 実業部   | 張謇   | 馬君武 |                                                      |
| 参謀本部 | 黄興   | 鈕永建 |                                                      |

### 法院
1912年5月、袁世凱臨時大総統は以下のような臨時総統令を発布した。「司法総長の王寵恵は、大理院正卿の劉若曽の辞職が承認されたことを報告した。 裁判を中断することはできないが 、大理院正卿、少卿などの現状の役職名は中華民国の制度に相応しくない。 法院編制法の改正と公布には時間がかかるため、新法が施行されるまでの間は、名称を変更するのみで当分の間は現状の組織を維持し、裁判を継続できるようにすることが望ましい。 大理院正卿は大理院院長と改称し、少卿職は廃止する。その他の組織は当分は従来通りであり、法院編制法が改正され次第変更するものとする。
1912年12月、中央司法会は「法院編制法草案」を公布した。これは清朝時代の「法院編制法」の表題を変更しただけのものであったが、この草案は施行されず、実際には依然として清朝の『法院編制法』が施行され続けていた。
1913年2月21日、司法部は各省に法院の改組を命じ、高等審判庁を各省の中心都市に、地方審判庁を地級行政区と開港場に、初級審判庁を県級地方に設置させた。1914年の初めまでに国内には1つの大理院、120の高等審判庁と地方審判庁、179の初級審判庁が設置され、合計900以上の県に法院と検査院が設置された。